# Miroslav Romaschenko
Miroslav Yuryevich Romaschenko (en ruso: Мирослав Юрьевич Ромащенко; nacido en Pavlohrad, antigua República Socialista Soviética de Ucrania, hoy Ucrania; el 16 de diciembre de 1973) es un exfutbolista y entrenador bielorruso que dirige a la Selección de fútbol de Rusia como segundo entrenador. Es hermano de los también futbolistas Maksim y Nikita.

## Carrera Deportiva

### Como futbolista
Su carrera en el fútbol profesional fue bastante corta pues en 1998, con 26 años, en un partido de su selección contra la de Dinamarca sufrió una lesión de menisco de la que no pudo recuperarse a pesar de pasar 6 veces por quirófano en 3 años.En aquel momento estaba en el FC Spartak-2 Moscú. A los 29 años abandono el fútbol en activo.
Comenzó su carrera deportiva en su país natal, Ucrania, jugando para el Shakhtar Pavlohrad donde se formó en los escalafones inferiores.Militó en el club ucraniano hasta la disolución de la URSS, cuando marcha al extinto FC Vedrich-97 y al FC Dnepr Mogilev bielorrusos.
En 1994 ficha por el Ural Ekaterimburgo para dos años después fichar por el FC Spartak-2 Moscú.Esas dos temporadas también juega en el Spartak de Moscú con el que ganará dos Liga Premier de Rusia. 
Jugó con Bielorrusia un total de 15 partidos internacionales en los que marcó un gol ante la selección de Luxemburgo.

### Como entrenador
Empezó como asistente del entrenador del FC Spartak-2 Moscú desde el 2003 al 2008.En el 2008 se convierte en entrenador del FC Tom Tomsk ruso al que sólo dirigirá 10 partidos.En el 2010 dirigirá al FC Salyut Belgorod durante una temporada.
La siguiente temporada se marcha al Zhemchuzhina Sochi como segundo entrenador de Stanislav Cherchesov.A partir de esa temporada ha ido acompañando al entrenador ruso por todo los equipos en los que éste ha pasado.
| Club                               | País    | Año         |
| ---------------------------------- | ------- | ----------- |
| FC Spartak-2 Moscú (2º entrenador) | Rusia   | 2003 - 2005 |
| FC Spartak-2 Moscú                 | Rusia   | 2005 - 2008 |
| FC Tom Tomsk                       | Rusia   | 2008        |
| FC Salyut Belgorod                 | Rusia   | 2010        |
| Zhemchuzhina Sochi (2º entrenador) | Rusia   | 2011        |
| Ajmat Grozni (2º entrenador)       | Rusia   | 2011 - 2013 |
| Amkar Perm (2º entrenador)         | Rusia   | 2013 - 2014 |
| Dinamo Moscú (2º entrenador)       | Rusia   | 2014 - 2015 |
| Legia de Varsovia (2º entrenador)  | Polonia | 2015 - 2016 |
| Rusia (2º entrenador)              | Rusia   | 2015 -      |